# Querstand (Periodikum)
querstand. musikalische konzepte ist eine musikwissenschaftliche Reihe, gegründet 2005 von Heinz-Klaus Metzger und Rainer Riehn. Im Zentrum des Periodikums steht die musikalische Avantgarde aller Epochen.
Von der Musikästhetik Theodor W. Adornos ausgehend steht die Reihe querstand. musikalische konzepte für eine radikale, emphatische Moderne und hat sich den fortschrittlichen Komponisten, nicht nur des 20. Jahrhunderts, verschrieben. Hierbei spielen die kompositorischen Neuerungen der Schönberg-Schule (freie Atonalität, Zwölfton- und Reihentechnik) eine zentrale Rolle als ästhetischer Referenzrahmen, auch wenn die Hälfte der Publikationen Komponisten anderer Ausrichtung behandelt.
Metzger und Riehn setzen ihre Herausgebertätigkeit in der Reihe querstand. musikalische konzepte im Stroemfeld Verlag fort, nachdem der Vertrag für die von ihnen im Jahr 1977 gegründete Reihe Musik-Konzepte seitens des Verlags edition text + kritik zum 31. Dezember 2003 gekündigt wurde.
Querstand wurde im Jahr nach Metzgers Tod 2009 mit Erscheinen der Doppelnummer 5/6 eingestellt. Diese enthält abschließend den vom Komponisten Juan Allende-Blin verfassten Nachruf Heinz-Klaus Metzger – Denker in dürftiger Zeit.

## Erschienene Bände
- 1/2 – Aloyse Michaely: Olivier Messiaens »Saint François d’Assise«. Stroemfeld Verlag, Frankfurt/M. und Basel 2006, ISBN 978-3-87877-976-6.
- 3 – Leoš Janáček: Die frühen Schriften 1884–1888. Grundlegung einer Musiktheorie. Übersetzt und kommentiert von Kerstin Lücker. Stroemfeld Verlag, Frankfurt/M. und Basel 2006, ISBN 978-3-87877-978-0
- 4 – Christine Mast: Luigi Nono »Io, Prometeo«. Zum Entwurf konkreter Subjektivität in Luigi Nonos »Tragedia dell’ascolto« Prometeo. Stroemfeld Verlag, Frankfurt/M. und Basel 2008, ISBN 978-3-87877-982-7.
- 5/6 – Albrecht Dümling: Hanns Eisler. Stroemfeld Verlag, Frankfurt/M. und Basel 2010, ISBN 978-3-87877-980-3.